# 日野南 (横浜市)
日野南（ひのみなみ）は神奈川県横浜市港南区の町名。現行行政地名は日野南一丁目から日野南七丁目。住居表示実施済み区域。

## 地理
港南区の南部に位置し、東と南に港南台、西に横浜市栄区鍛冶ヶ谷町と栄区小山台、北に野庭町と日野と接している。

### 面積
面積は以下の通りである。
| 丁目         | 面積（km²） |
| ------------ | ----------- |
| 日野南一丁目 | 0.138       |
| 日野南二丁目 | 0.094       |
| 日野南三丁目 | 0.116       |
| 日野南四丁目 | 0.168       |
| 日野南五丁目 | 0.233       |
| 日野南六丁目 | 0.222       |
| 日野南七丁目 | 0.137       |
| 計           | 1.108       |

### 地価
住宅地の地価は、2025年（令和7年）1月1日の公示地価によれば、日野南1-13-8の地点で21万0000円/m²となっている。

## 歴史

### 沿革
- 1983年（昭和58年）8月8日 - 日野町の一部から編入し、日野南一丁目〜三丁目を新設設置。併せて住居表示実施。
- 1987年（昭和62年）7月20日 - 野庭町、日野町の各一部編入し、日野南四丁目〜七丁目を設置。併せて住居表示実施[7]。

### 町名の変遷
| 実施後       | 実施年月日                | 実施前（各町名ともその一部） |
| ------------ | ------------------------- | ---------------------------- |
| 日野南一丁目 | 1983年（昭和58年）8月8日  | 日野町（一部）               |
| 日野南二丁目 | 1983年（昭和58年）8月8日  | 日野町（一部）               |
| 日野南三丁目 | 1983年（昭和58年）8月8日  | 日野町（一部）               |
| 日野南四丁目 | 1987年（昭和62年）7月20日 | 野庭町、日野町（各一部）     |
| 日野南五丁目 | 1987年（昭和62年）7月20日 | 野庭町、日野町（各一部）     |
| 日野南六丁目 | 1987年（昭和62年）7月20日 | 野庭町、日野町（各一部）     |
| 日野南七丁目 | 1987年（昭和62年）7月20日 | 日野町（一部）               |

## 世帯数と人口
2025年（令和7年）6月30日現在（横浜市発表）の世帯数と人口は以下の通りである。
| 丁目         | 世帯数    | 人口     |
| ------------ | --------- | -------- |
| 日野南一丁目 | 740世帯   | 1,548人  |
| 日野南二丁目 | 518世帯   | 1,034人  |
| 日野南三丁目 | 684世帯   | 1,499人  |
| 日野南四丁目 | 865世帯   | 1,970人  |
| 日野南五丁目 | 794世帯   | 1,664人  |
| 日野南六丁目 | 756世帯   | 1,620人  |
| 日野南七丁目 | 363世帯   | 829人    |
| 計           | 4,720世帯 | 10,164人 |

### 人口の変遷
国勢調査による人口の推移。
| 年                 | 人口   |
| ------------------ | ------ |
| 1995年（平成7年）  | 12,704 |
| 2000年（平成12年） | 11,719 |
| 2005年（平成17年） | 10,916 |
| 2010年（平成22年） | 10,517 |
| 2015年（平成27年） | 9,495  |
| 2020年（令和2年）  | 9,844  |

### 世帯数の変遷
国勢調査による世帯数の推移。
| 年                 | 世帯数 |
| ------------------ | ------ |
| 1995年（平成7年）  | 4,159  |
| 2000年（平成12年） | 4,229  |
| 2005年（平成17年） | 4,101  |
| 2010年（平成22年） | 4,243  |
| 2015年（平成27年） | 3,929  |
| 2020年（令和2年）  | 4,162  |

## 学区
市立小・中学校に通う場合、学区は以下の通りとなる（2024年11月時点）。
| 丁目         | 番地                             | 小学校               | 中学校               |
| ------------ | -------------------------------- | -------------------- | -------------------- |
| 日野南一丁目 | 全域                             | 横浜市立小坪小学校   | 横浜市立日野南中学校 |
| 日野南二丁目 | 全域                             | 横浜市立小坪小学校   | 横浜市立日野南中学校 |
| 日野南三丁目 | 全域                             | 横浜市立小坪小学校   | 横浜市立日野南中学校 |
| 日野南四丁目 | 1〜7番 10〜21番                  | 横浜市立日野小学校   | 横浜市立日野南中学校 |
| 日野南四丁目 | 8番、9番 22〜32番                | 横浜市立日野南小学校 | 横浜市立日野南中学校 |
| 日野南五丁目 | 1番〜43番1号                     | 横浜市立日野南小学校 | 横浜市立日野南中学校 |
| 日野南五丁目 | 43番2号〜56番                    | 横浜市立日野南小学校 | 横浜市立小山台中学校 |
| 日野南六丁目 | 36〜48番                         | 横浜市立日野南小学校 | 横浜市立小山台中学校 |
| 日野南六丁目 | 1〜35番                          | 横浜市立日野南小学校 | 横浜市立日野南中学校 |
| 日野南七丁目 | 1〜8番 13〜32番                  | 横浜市立日野南小学校 | 横浜市立日野南中学校 |
| 日野南七丁目 | 9番〜12番1号 12番3・5・6・8・9号 | 横浜市立日野南小学校 | 横浜市立小山台中学校 |

## 事業所
2021年（令和3年）現在の経済センサス調査による事業所数と従業員数は以下の通りである。
| 丁目         | 事業所数  | 従業員数 |
| ------------ | --------- | -------- |
| 日野南一丁目 | 55事業所  | 346人    |
| 日野南二丁目 | 24事業所  | 172人    |
| 日野南三丁目 | 17事業所  | 625人    |
| 日野南四丁目 | 34事業所  | 248人    |
| 日野南五丁目 | 46事業所  | 264人    |
| 日野南六丁目 | 34事業所  | 255人    |
| 日野南七丁目 | 7事業所   | 13人     |
| 計           | 217事業所 | 1,923人  |

### 事業者数の変遷
経済センサスによる事業所数の推移。
| 年                 | 事業者数 |
| ------------------ | -------- |
| 2016年（平成28年） | 192      |
| 2021年（令和3年）  | 217      |

### 従業員数の変遷
経済センサスによる従業員数の推移。
| 年                 | 従業員数 |
| ------------------ | -------- |
| 2016年（平成28年） | 1,536    |
| 2021年（令和3年）  | 1,923    |

## 施設
- 横浜市立日野南小学校
- 横浜日野南郵便局

## その他

### 日本郵便
- 郵便番号 : 234-0055[3]（集配局：港南台郵便局[17]）

### 警察
町内の警察の管轄区域は以下の通りである。
| 丁目         | 番・番地等 | 警察署     | 交番・駐在所   |
| ------------ | ---------- | ---------- | -------------- |
| 日野南一丁目 | 全域       | 港南警察署 | 港南台駅前交番 |
| 日野南二丁目 | 全域       | 港南警察署 | 港南台駅前交番 |
| 日野南三丁目 | 全域       | 港南警察署 | 港南台駅前交番 |
| 日野南四丁目 | 全域       | 港南警察署 | 港南台駅前交番 |
| 日野南五丁目 | 全域       | 港南警察署 | 港南台駅前交番 |
| 日野南六丁目 | 全域       | 港南警察署 | 港南台駅前交番 |
| 日野南七丁目 | 全域       | 港南警察署 | 港南台駅前交番 |